# Elvis Opmanis
Elvis Opmanis (* 26. August 1997) ist ein lettischer Skirennläufer.

## Karriere
Opmanis gab sein internationales Renndebüt am 10. Januar 2014 bei einem FIS-Riesenslalom in Bjorli. Sein erstes internationales Großereignis bestritt er im März 2014 bei den Juniorenweltmeisterschaften in Jasná. Dort erreichte er als beste Klassierung den 53. Rang im Slalom. In den darauffolgenden Jahren startete Opmanis, abgesehen von internationalen Großereignissen, hauptsächlich bei FIS-Rennen in Europa.
2019 nahm Opmanis erstmals an einer Alpinen Skiweltmeisterschaft teil. Bei den Wettkämpfen in Åre erreichte er Platz 43 in der Alpinen Kombination.
Diese Ergebnisse konnte er zwei Jahre später noch steigern. In Cortina d’Ampezzo erreichte er als bestes Ergebnis Rang 33 im Super-G.
2023 erzielte er mit Rang 16 in der Alpinen Kombination bei den Weltmeisterschaften in Courchevel bzw. Méribel das beste Ergebnis eines lettischen Skirennläufers bei einer Weltmeisterschaft.

## Privates
Sein Bruder Lauris Opmanis ist ebenfalls als Skirennläufer aktiv.

## Erfolge

### Weltmeisterschaften
- Cortina d’Ampezzo 2021: 63. Riesenslalom, DNF Super-G, DNF Alpine Kombination
- Courchevel/Méribel 2023: 41. Abfahrt, 44. Super-G, 59. Riesenslalom, DNQ Slalom

### Juniorenweltmeisterschaften
- Jasná 2014: 53. Slalom, 83. Riesenslalom
- Hafjell 2015: 50. Slalom, 57. Alpine Kombination, 69. Abfahrt, 78. Super-G

### Europäisches Olympisches Winter-Jugendfestival
- Vorarlberg/Liechtenstein 2015: 32. Slalom, 56. Riesenslalom

### Weitere Erfolge
- 6 Podestplätze bei FIS-Rennen, davon ein Sieg